# O Super Sincero
O Super Sincero é um sitcom brasileiro de comédia produzido pela TV Globo e exibido originalmente nas noites de domingo dentro do Fantástico de 8 de janeiro de 2006 até 9 de maio de 2010, em 24 episódios divididos em 5 temporadas. 
Escrita por Fernanda Young e Alexandre Machado, com direção geral de José Alvarenga Jr.. Foi produzido pela O2 Filmes. Cada temporada teve 4 episódios, uma vez que Luiz Fernando se dividia entre as gravações dos seriados Minha Nada Mole Vida e, posteriormente, Dicas de um Sedutor.

## Enredo
Salgado Franco (Luiz Fernando Guimarães) é um homem que não consegue controlar sua compulsão em falar apenas a verdade, não conseguindo mentir nunca, o que lhe coloca em diversas situações humoradas e embaraçosas. Em cada episódio ele tenta lidar com sua sinceridade excessiva sem que pareça grosseria e viver situações banais do dia-a-dia  – como conseguir um emprego, um encontro ou conviver com as pessoas – o que para Salgado é bem mais difícil do que para alguém normal.

## Elenco

### Principal
| Ator                    | Personagem     |
| ----------------------- | -------------- |
| Luiz Fernando Guimarães | Salgado Franco |

### Participações especiais
| Ator/Atriz            | Personagem                | Episódio                 |
| Temporada 1           | Temporada 1               | Temporada 1              |
| --------------------- | ------------------------- | ------------------------ |
| Graziella Moretto     | Moça na cama de Salgado   | Piloto                   |
| Marilena Cury         | Vizinha no elevador       | Piloto                   |
| Flávia Guedes         | Ex-colega de escola       | No Trabalho              |
| Temporada 2           |                           |                          |
| Mariana Hein          | Aeromoça 1                | Comissário de Bordo      |
| Miwa Yanagizawa       | Aeromoça 2                | Comissário de Bordo      |
| Murilo Grossi         | Piloto                    | Comissário de Bordo      |
| Pedro Paulo Rangel    | Corretor de imóveis       | Apartamento              |
| Débora Lamm           | Possível vizinha 1        | Apartamento              |
| Juliana Galvão        | Possível vizinha 2        | Apartamento              |
| Bianca Byington       | Ex-mulher do Salgado      | Casamento                |
| Arthur Kohl           | Psicólogo                 | No Divã                  |
| Arthur Kohl           | Psicólogo                 | No Consultório           |
| Dedina Bernardelli    | Vizinha sem noção         | Na Cama                  |
| Virginia Cavendish    | Moça no cinema            | A Namorada               |
| Flávia Guedes         | Prima gorda               | A Namorada               |
| Daniel Dantas         | Amigo do Salgado          | A Namorada               |
| Gillray Coutinho      | Cabeleireiro              | A Namorada               |
| Ernani Moraes         | Dono da Escola de Samba   | O Carnavalesco           |
| Temporada 3           |                           |                          |
| Thereza Piffer        | Convidada da festa        | Aniversário              |
| Júlia Lemmertz        | Pretendente               | Amor                     |
| Gillray Coutinho      | Inspetor da alfândega     | Alfândega                |
| Dida Camero           | Vizinha 1                 | Alfândega                |
| Larissa Bracher       | Vizinha 2                 | Alfândega                |
| Luana Piovani         | Vendedora de roupas       | Lojas                    |
| Nilton Bicudo         | Cliente da concessionária | Lojas                    |
| Flávia Guedes         | Cliente da loja de roupas | Lojas                    |
| Temporada 4           |                           |                          |
| Renata Castro Barbosa | Noiva                     | Fotógrafo de Casamento   |
| Antônio Fragoso       | Noivo                     | Fotógrafo de Casamento   |
| Nilton Bicudo         | Assistente                | Fotógrafo de Casamento   |
| Maria Luiza Mendonça  | Vizinha                   | Vizinha Nova             |
| Fábio Araújo          | Namorado da vizinha       | Vizinha Nova             |
| Ilana Kaplan          | Moradora de Troia 1       | Viagem pela História     |
| Nilton Bicudo         | Morador de Troia 2        | Viagem pela História     |
| Mario Hermeto         | Morador de Troia 3        | Viagem pela História     |
| Kiko Mascarenhas      | Adolf Hitler              | Viagem pela História     |
| Eliana Fonseca        | Moça do RH                | Antiguidade              |
| Arthur Kohl           | Inquisidor 1              | Antiguidade              |
| Joelson Gusson        | Inquisidor 2              | Antiguidade              |
| Cesar Tavares         | Inquisidor 3              | Antiguidade              |
| Júlio Levy            | Homem no elevador         | Antiguidade              |
| Temporada 5           |                           |                          |
| Flávia Garrafa        | Eliete                    | Telemarketing            |
| Gabriela Cerqueira    | Ativista                  | Ativista em Manifestação |
| Camila Czerkes        | Vendedora                 | Comprando Roupas         |
| Renata Sayuri         | Massagista 1              | SPA de Relaxamento       |
| Isadora Ferrite       | Massagista 2              | SPA de Relaxamento       |

## Episódios

### Temporada 1 (2006)
| # | # | Título                  | Exibição original     |
| - | - | ----------------------- | --------------------- |
| 1 | 1 | "Piloto"                | 8 de janeiro de 2006  |
| 2 | 2 | "No Trabalho"           | 15 de janeiro de 2006 |
| 3 | 3 | "Secretária Eletrônica" | 22 de janeiro de 2006 |
| 4 | 4 | "Mulheres"              | 10 de junho de 2006   |

### Temporada 2 (2007)
| #  | # | Título                | Exibição original      |
| -- | - | --------------------- | ---------------------- |
| 5  | 1 | "Comissário de Bordo" | 15 de abril de 2007    |
| 6  | 2 | "O Apartamento"       | 22 de abril de 2007    |
| 7  | 3 | "O Casamento"         | 29 de abril de 2007    |
| 8  | 4 | "No Divã"             | 6 de maio de 2007      |
| 9  | 5 | "No Consultório"      | 27 de junho de 2007    |
| 10 | 6 | "Na Cama"             | 3 de junho de 2007     |
| 11 | 7 | "A Namorada"          | 10 de junho de 2007    |
| 12 | 8 | "O Carnavalesco"      | 23 de setembro de 2007 |

### Temporada 3 (2008)
| #  | # | Título        | Exibição original       |
| -- | - | ------------- | ----------------------- |
| 13 | 1 | "Aniversário" | 17 de fevereiro de 2008 |
| 14 | 2 | "Amor"        | 24 de fevereiro de 2008 |
| 15 | 3 | "Alfândega"   | 2 de março de 2008      |
| 16 | 4 | "Lojas"       | 9 de março de 2008      |

### Temporada 4 (2008)
| #  | # | Título                   | Exibição original      |
| -- | - | ------------------------ | ---------------------- |
| 17 | 1 | "Fotógrafo de Casamento" | 5 de outubro de 2008   |
| 18 | 2 | "Vizinha Nova"           | 12 de outubro de 2008  |
| 19 | 3 | "Viagem pela História"   | 9 de novembro de 2008  |
| 20 | 4 | "Na Antiguidade"         | 28 de dezembro de 2008 |

### Temporada 5 (2010)
| #  | # | Título                     | Exibição original   |
| -- | - | -------------------------- | ------------------- |
| 21 | 1 | "Telemarketing"            | 4 de abril de 2010  |
| 22 | 2 | "Ativista em Manifestação" | 25 de abril de 2010 |
| 23 | 3 | "Comprando Roupas"         | 2 de maio de 2010   |
| 24 | 4 | "SPA de Relaxamento"       | 9 de maio de 2010   |